# Adbara Seghir
Adbara Seghir är en ö i Eritrea.   Den ligger i regionen Norra rödahavsregionen, i den nordöstra delen av landet, 120 km nordost om huvudstaden Asmara.